# Snagov (wieś)
Snagov – wieś w Rumunii, w okręgu Ilfov, w gminie Snagov. W 2011 roku liczyła 1763 mieszkańców.